# Maître Renard
 (avril 2025).
Motif : Ne semble pas répondre au Wikipédia:Notoriété des entreprises, sociétés et produits
- Archive Wikiwix
- Bing
- Cairn
- DuckDuckGo
- E. Universalis
- Gallica
- Google
- G. Books
- G. News
- G. Scholar
- Persée
- Qwant
- (zh) Baidu
- (ru) Yandex
- (wd) trouver des œuvres sur Wikidata

| 1. | Préciser le motif de la pose du bandeau. | Précisez le motif de la pose du bandeau en utilisant la syntaxe suivante : {{admissibilité à vérifier\|date=août 2025\|motif=remplacez ce texte par le motif}}                     |
| 2. | Informer les utilisateurs concernés.     | Pensez à avertir le créateur de l'article, par exemple, en insérant le code ci-dessous sur sa page de discussion : {{subst:avertissement admissibilité à vérifier\|Maître Renard}} |

Maître Renard est une micro-brasserie et un bar à vin situé à Chibougamau, en Eeyou Istchee Baie-James (Nord-du-Québec).

## Historique

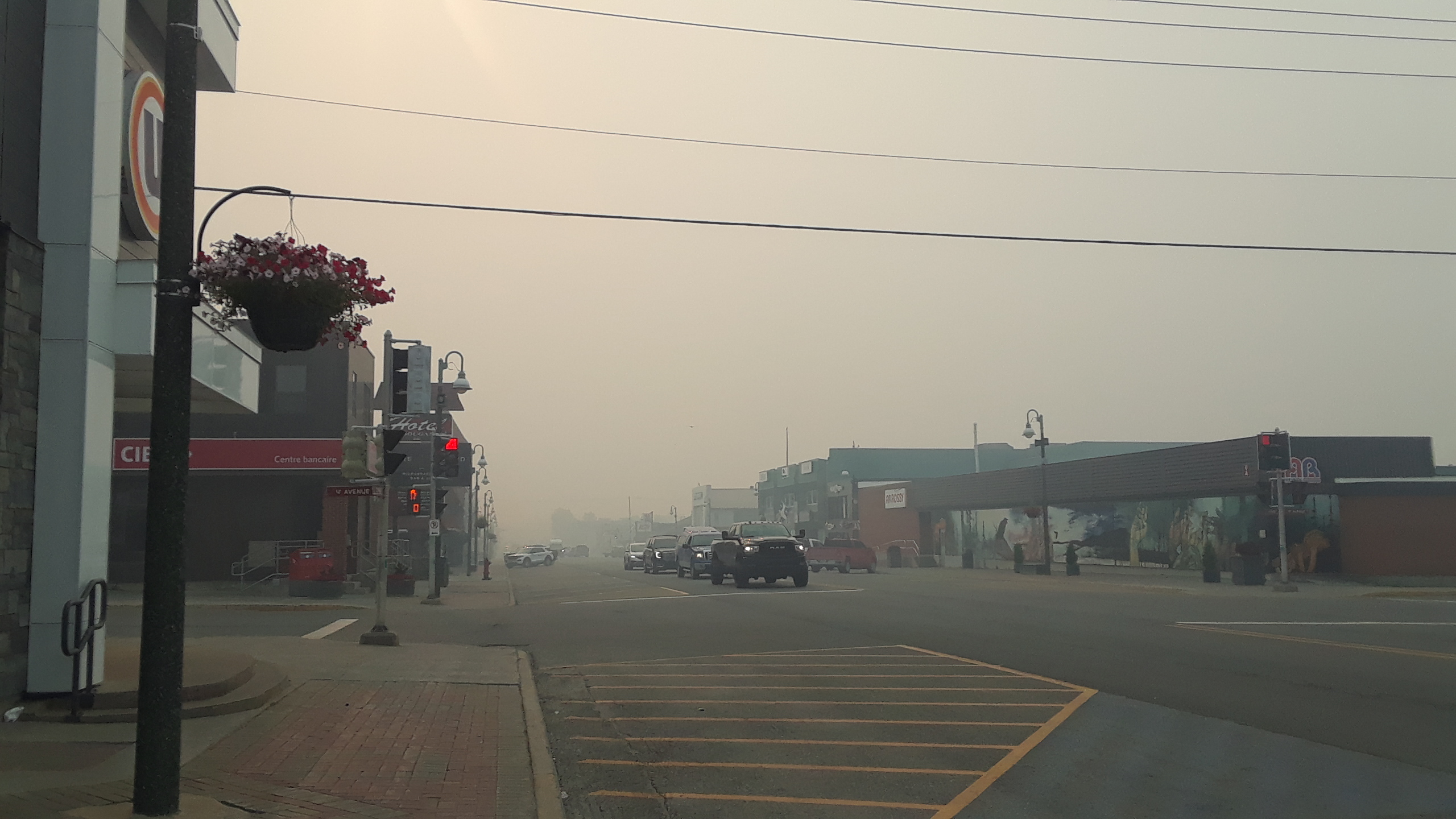
Chibougamau sous la fumée des feux de forêts, juin 2023.

Maître Renard est fondé en 2021 à Chibougamau, par Jonathan Mattson, Nathaniel Perron, Pascal Perreault et Francis Néron. La micro-brasserie est à la fois un bar à vin, et un producteur de bières artisanales. L'entreprise est la première micro-brasserie à ouvrir ses portes sur le territoire du Nord-du-Québec,. Son concept vise la mise en valeur de produits locaux : le mobilier y est conçu par l'entreprise forestière locale Chantiers Chibougamau et les bières sont produites à partir de plantes de la forêt boréale. Maître Renard s'approvisionne en produits forestiers de manière écoresponsable auprès de l'organisme régional FaunENord.
En juin 2023, l'entreprise connaît des difficultés en raison des feux de forêts qui forcent l'évacuation de Chibougamau. Les services d'urgence parviennent toutefois à restreindre les pertes lors de la production de bière en ajustant les fermenteurs. L'étendu du territoire brûlé ne menace pas à courte terme la production de Maître Renard.

## Bières
- Renard noir : bière stout à l'avoine et au sapin baumier, 5,5 % d'alcool ;
- Renard brun : bière de type brown ale au lactaire et à l'érable, 5,6 % d'alcool ;
- Renard roux : bière rousse au thé du Labrador et poivre des dunes, 4,5 % d'alcool ;
- Renard blond : bière blonde aux fleurs boréales, 4,5 % d'alcool ;
- Renard blanc : bière blanche à l'achillée millefeuille, 5% d'alcool ;
- Renard des bois : bière blonde Indian Pale Ale au myrique baumier, 6,7 % d'alcool ;
- Renard bleuté : bière blanche aux bleuets, 4,7 % d'alcool ;
- Renard éphémère : nom donné aux bières produites en éditions limitées par l'entreprise ;
- L'ancêtre : bière de type impériale stout de la collection signature, au cerisier de Pennsylvanie, 10 % d'alcool ;
- 3 P'tits Futés : bière belge de la collection signature, à l'épinette noire, 9 % d'alcool.

## Patrimoine

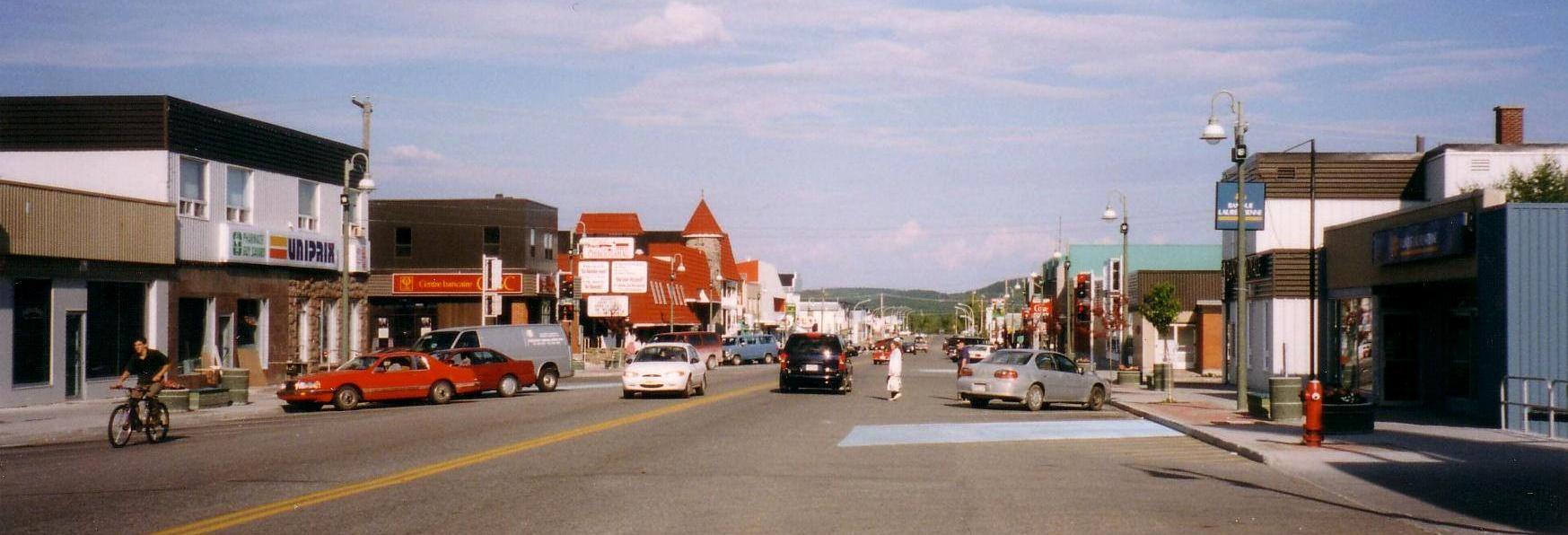
Chibougamau, 2006.

La micro-brasserie Maître Renard est établie dans l'hôtel Chibougamau Inn. Bâti en 1951, avant la fondation de la ville de Chibougamau, l'immeuble est inscrit au Répertoire du patrimoine culturel du Québec.

## Culture
Maître Renard est un des hôte du festival musical La Débâcle de Chibougamau. 

## Distinctions
- 2022 : Coupe des bières canadienne. Bronze dans la catégorie « Bière de style canadien » pour la bière « Renard brun »[7].